# Museo Paleontológico Egidio Feruglio
Het Museo Paleontológico Egidio Feruglio is een museum in Trelew in Argentinië. Het museum werd in 1990 geopend en richt zich op natuurlijke historie. In het museum worden onder meer diverse skeletten van dinosauriërs tentoongesteld. Het museum is vernoemd naar de Italiaanse geoloog Egidio Feruglio, die het merendeel van zijn loopbaan in Argentinië doorbracht.

## Collectie
Het Museo Paleontológico Egidio Feruglio werd eind 2024 na een grote verbouwing en uitbreiding heropend. De diverse zalen tonen fossielen, skeletten en modellen van uitgestorven dieren uit met name de provincie Chubut. In de grootste zaal van het museum worden met name skeletten van dinosauriërs uit het Krijt tentoongesteld, zoals die van Patagotitan en Giganotosaurus. In kleinere zalen zijn onder meer fossielen en skeletten van Argentijnse zoogdieren en dinosauriërs uit het Jura te zien.

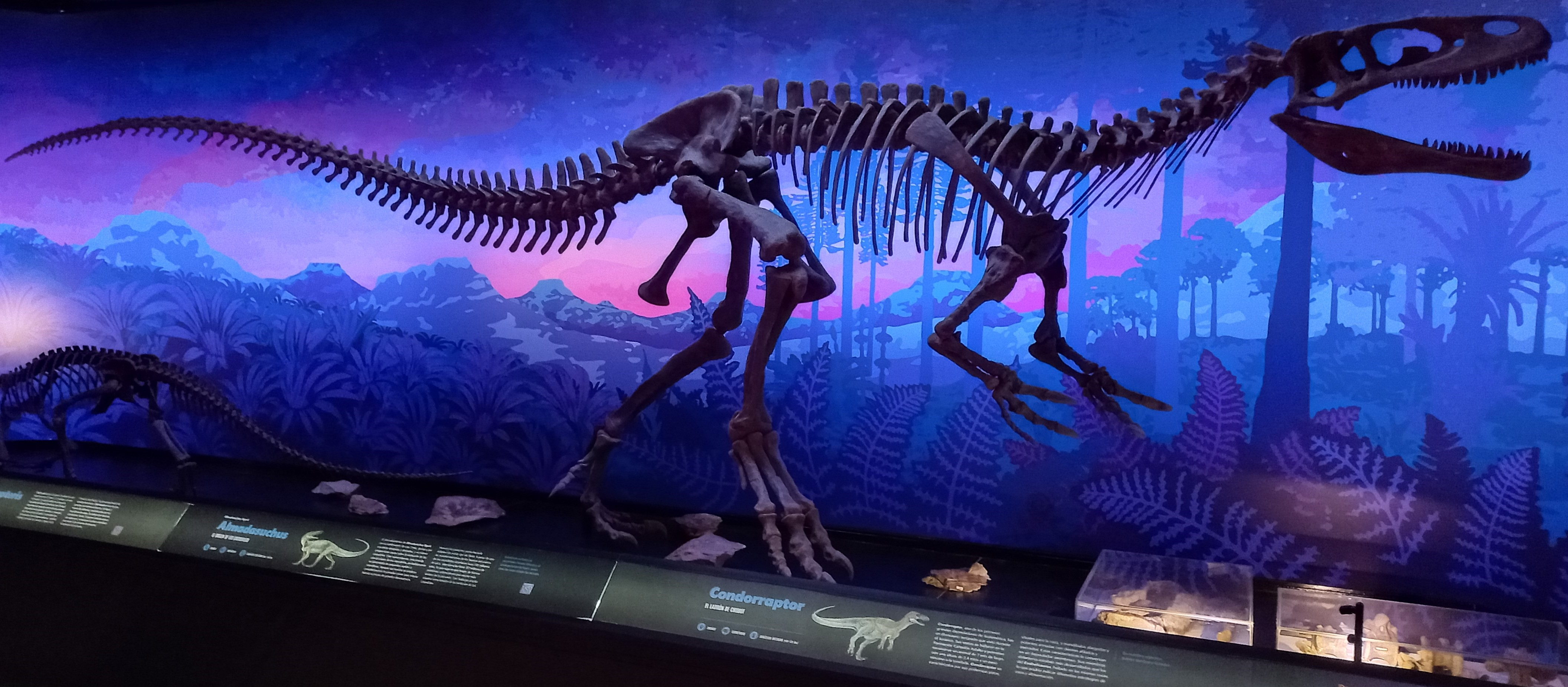
Condorraptor
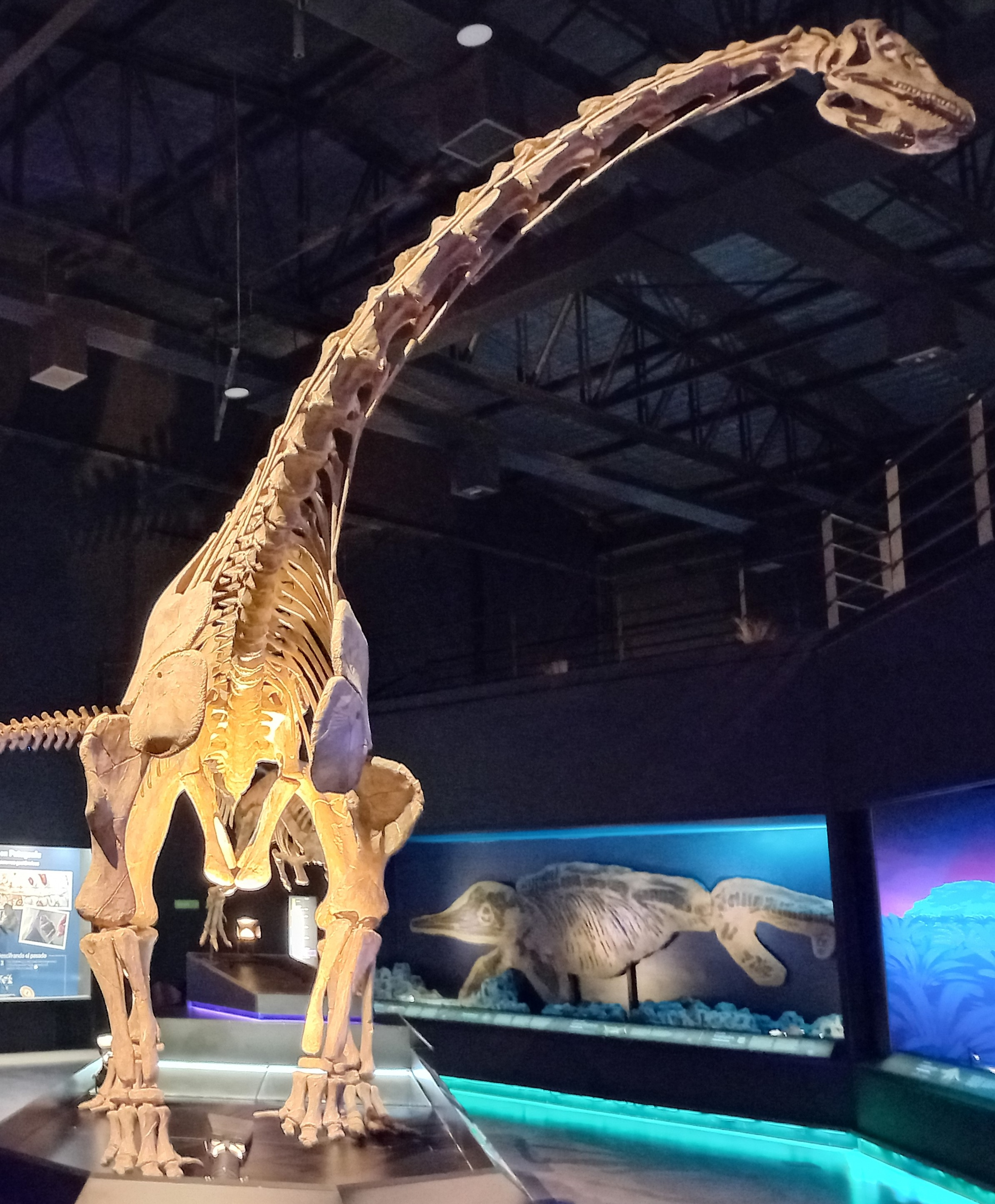
Bagualia
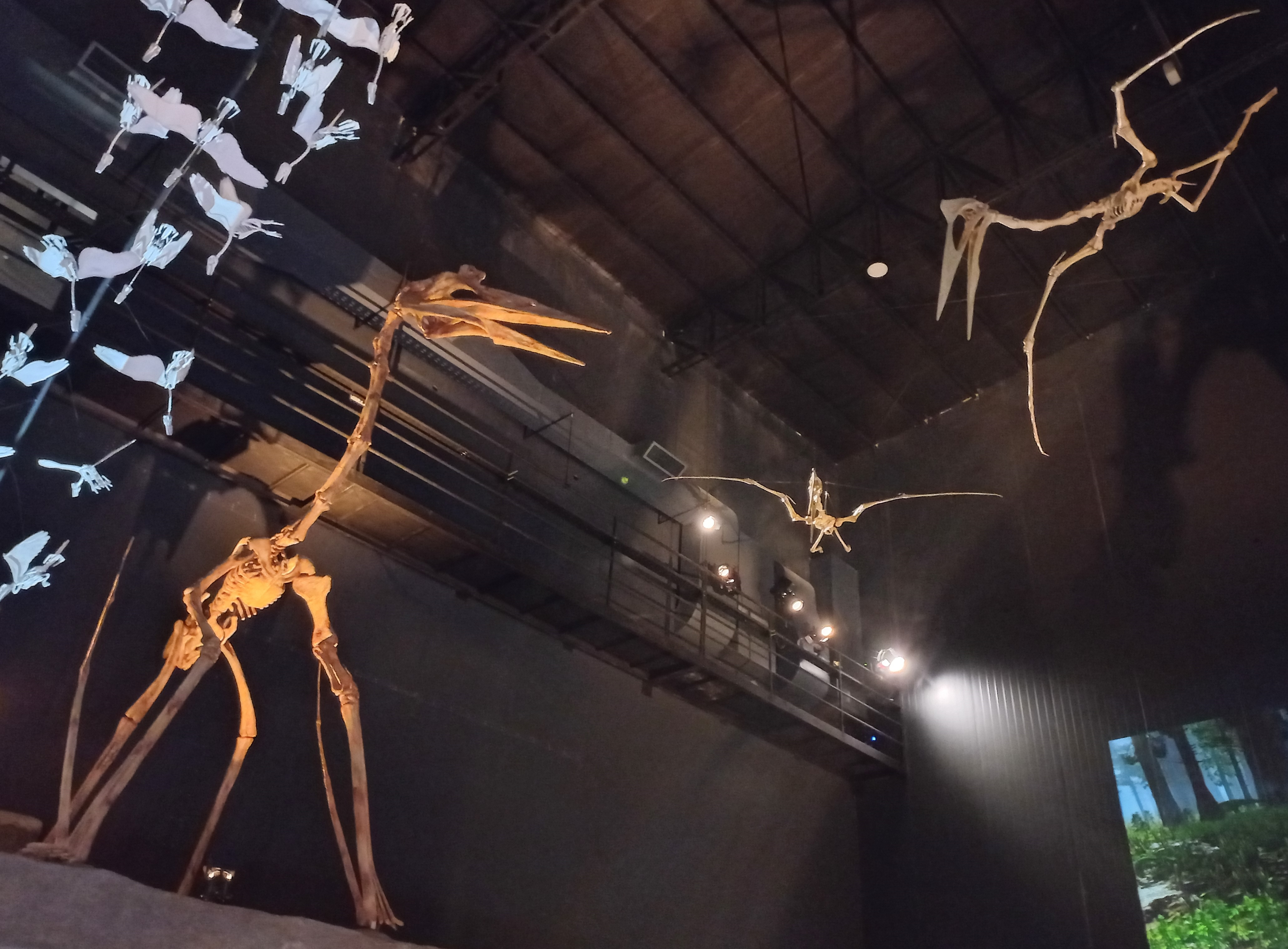
Thanatosdrakon en Aerotitan